# Myrtus
Genre
Classification phylogénétique
Myrtus est un genre de plantes à fleurs de la famille des myrtacées, ne comprenant aujourd'hui que deux espèces : le myrte commun (Myrtus communis) et Myrtus nivellei.
Ces deux espèces sont originaires de la région méditerranéenne où elle servent à la confection de diverses liqueurs.

## Liste des espèces et sous-espèces
- Myrtus communis
  - Myrtus communis subsp. communis
  - Myrtus communis subsp. tarentina (L.) Nyman
- Myrtus nivellei
  - Myrtus nivellei subsp. nivellei
  - Myrtus nivellei subsp. tibesticus Quézel[1]

De nombreuses espèces originaires d'Amérique du Sud et d'Océanie, un temps classées comme  appartenant au genre Myrtus, ont été transférées dans les genres Archirhodomyrtus, Eugenia, Lophomyrtus, Luma, Psidium, Rhodomyrtus, Syzygium, Ugni, Ixora, Gossia,  Neomyrtus, Blepharocalyx, Myrcia, Calyptranthes, Myrteola, Pimenta, Mosiera, Planchonia, Melaleuca, Calycolpus, Metrosideros, Uromyrtus, Xanthomyrtus et Myrceugenia.

## Utilisation

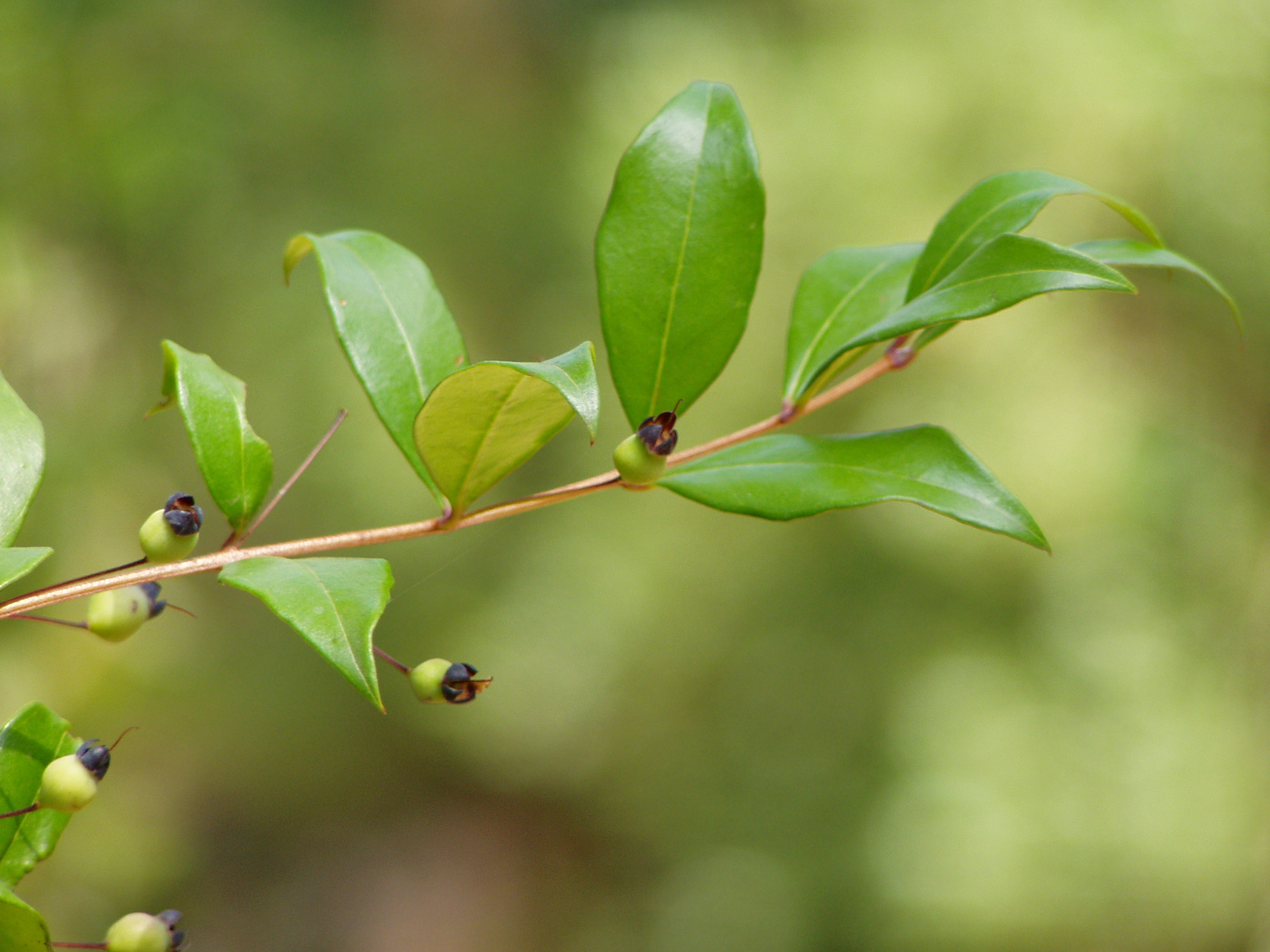
Myrte commun.

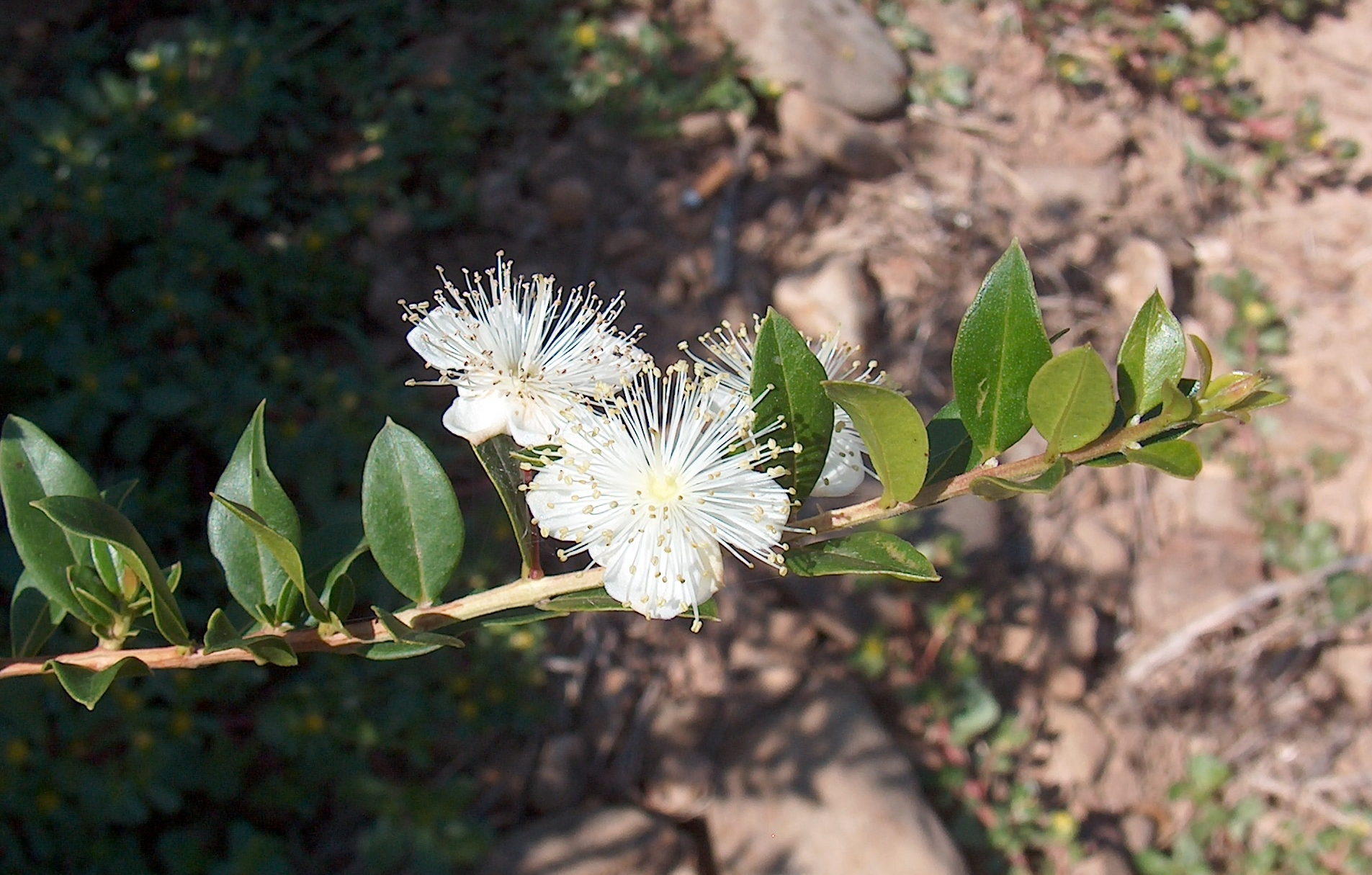
Fleurs du Myrte commun.

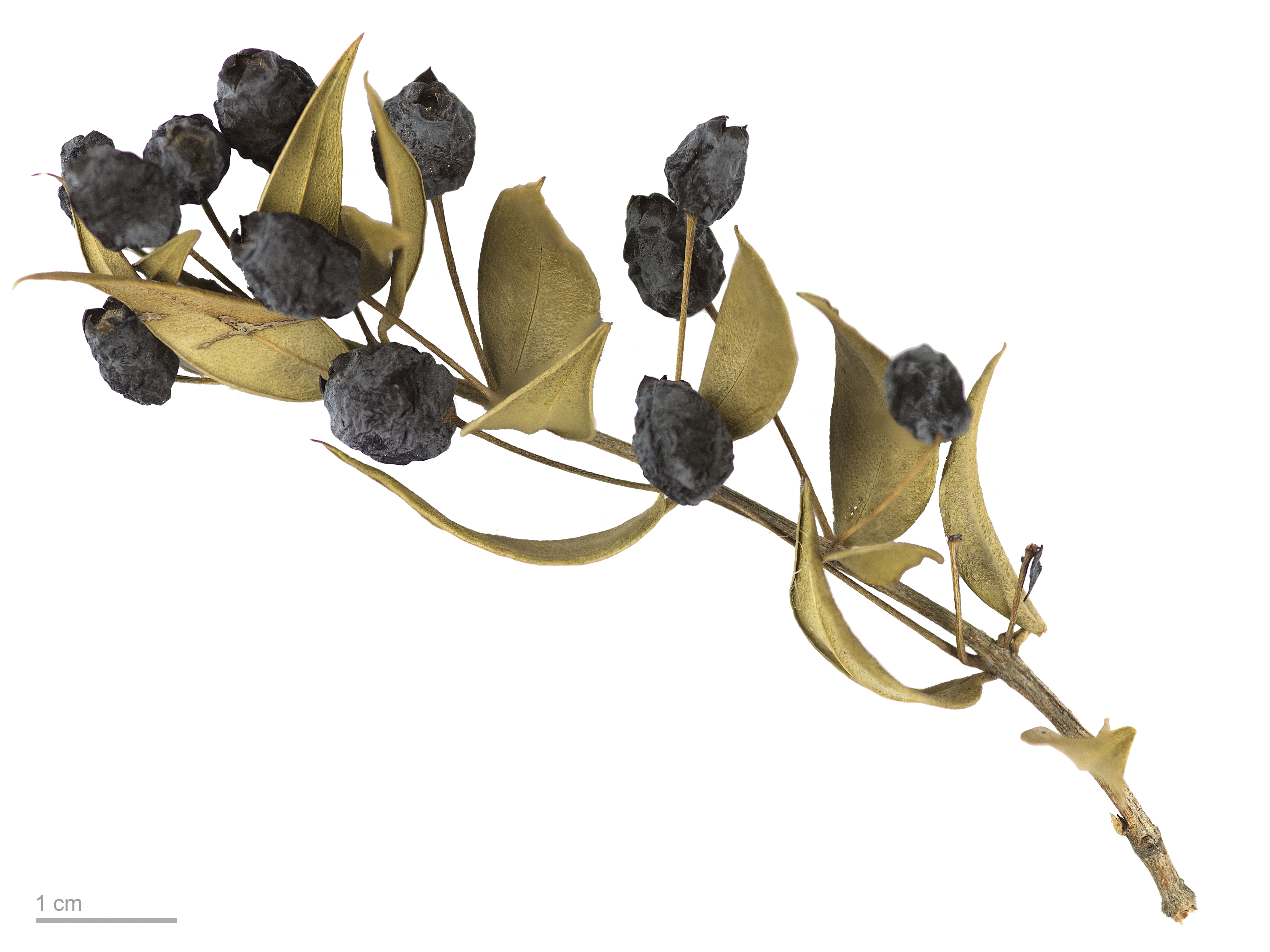
Myrtus communis au Muséum de Toulouse.

Indigène dans tout le maquis méditerranéen, le myrte est surtout utilisé en Corse, en Sardaigne et en Sicile pour aromatiser le gibier et les viandes grasses mais aussi une liqueur très diffusée en Corse (morta) et en Sardaigne (murta). 
Les baies sont appréciées pour leur goût proche de celui du genièvre et les feuilles de celui du romarin. 
Les branches ajoutées aux braises répandent une odeur très agréable dont les pièces de viande rôtie s'imprègnent. 
Les feuilles prises en infusion ont des propriétés astringentes et digestives, utilisées pour combattre la diarrhée infantile. Fleurs et feuilles produisent une eau distillée appelée "eau d'ange",.

## Le myrte dans la Grèce antique et à Rome
Le myrte est très répandu et utilisé dans le monde grec antique et à Rome. 

### Les couronnes de myrte
Associé à la déesse de l’amour, Aphrodite, le myrte est de toutes les fêtes, sous forme de couronnes tressées ou de rameaux.
« C'est Vénus qui l'ordonne, et je vous dirai pourquoi. Un jour, nue sur le rivage, elle séchait ses cheveux ruisselants ; une troupe de satyres impudiques vient à l'apercevoir ; la déesse aussitôt se cache dans le feuillage de myrtes voisins, et échappe ainsi à leurs regards; voilà le souvenir qu'elle veut perpétuer par nos fêtes. » (Ovide, Les Fastes, IV, 139-144)
La demande en couronnes de myrte est telle que le marché aux fleurs d’Athènes s’appelle le « marché aux myrtes» .
En Attique, ses branches servent à tresser des couronnes pour les nouveaux mariés  (Aristophane, Oiseaux, 159-161 Pline l’Ancien Histoire naturelle, livre XV,37)
Les vainqueurs de certains jeux se couronnent de myrte : « Deux fois le vainqueur que je chante s'est montré dans cette carrière le front ceint d'un myrte fleuri. Sa première couronne, il l'avait obtenue dans sa jeunesse par sa docilité aux conseils du prudent Orsée qui guidait son char » (PINDARE, Isthmiques, VIII, 67 et aussi IV, 117). 
À Athènes les magistrats qui remplissent des fonctions publiques (stratèges, archontes) portent des couronnes de myrte. Ces couronnes, insignes de leur dignité, font d’eux des personnages sacrés. À l’assemblée du peuple (ecclesia), tout citoyen qui le désire peut prendre la parole. Il monte alors à la tribune et on le coiffe d’une couronne de myrte. Ainsi, on ne peut s’en prendre physiquement à lui.
Le myrte est aussi associé de façon plus ponctuelle à Dionysos et aux Enfers. Quand Dionysos descend dans les Enfers pour demander à Hadès de relâcher sa mère, ce dernier lui demande en échange quelque chose à quoi il tient beaucoup. Et le dieu cède le myrte. En souvenir, les initiés aux mystères de Dionysos couronnent leur front de myrte.
Le myrte est aussi présent dans les cérémonies funéraires. Voici, selon Plutarque (Vies parallèles, Aristide), l’ordre de la cérémonie annuelle qui se pratiquait encore de son temps pour les guerriers morts à la bataille de Platée: « Le 16 du mois mémactérion, dès le point du jour, la procession se mettait en marche, précédée d’un trompette qui sonnait la charge. Suivaient des chars remplis de couronnes et de branches de myrte. Derrière s’avançait un taureau noir escorté d’une troupe de jeunes gens qui portaient des parfums, des fioles d’huile et des cruches remplies de lait et de vin, libations ordinaires dans les funérailles. »
Mais le myrte est plus un symbole de vie qu’une plante funèbre et reste « la » plante d’Aphrodite, associé au féminin et à la sexualité. 
Pour le héraut lacédémonien du Lysistrata d’Aristophane, le myrte désigne le sexe féminin : « Nous souffrons. Nous marchons par la ville comme si nous portions des lanternes, tout courbés. Car les femmes ne veulent même pas qu’on touche à leur “myrte”, que nous n’ayons tous d’un commun accord fait la paix dans l’Hellade. » 
 À Rome, le myrte est associé à Vénus avec la même symbolique.
La déesse, « haïssant la force, la violence et la guerre plus que tout autre dieu », comme dit Plutarque dans la Vie de Marcellus (traduite par Amyot), la couronne de myrte qui lui est consacrée est en usage dans l’ovation ou petit triomphe, honneur accordé à « ceux qui, sans exploiter les armes, par amiable voie de remontrance ou par éloquence, viennent à bout de leurs entreprises ».
Le général qui a obtenu cet honneur entre pacifiquement dans la ville, à pied et aux sons des flûtes et hautbois, portant une couronne de myrte (et non de laurier comme pour le triomphe).

### Les usages quotidiens dans l’alimentation
Pline l’Ancien écrit dans son Histoire naturelle (livre XV, 35) que le myrte donne deux espèces d'huile (on pile les baies mouillées avec de l’eau chaude, puis on les fait bouillir) et deux espèces de vin (les baies noires séchées jusqu’à complète dessiccation sont mises ensuite dans du moût).
Il ajoute qu'« avant de connaitre le poivre », on employait les baies de myrte comme épice pour relever les sauces.
Platon indique dans La République (II, 372) que les baies de myrte, telles quelles ou « rôties contre le feu », sont servies comme friandises avec les « figues, pois chiches et fèves » lors des banquets.
L’érudit et grammairien grec Athénée de Naucratis pense que l’astringence du myrte aide à protéger de l’ivresse et « à dissiper les vapeurs du vin » dans les banquets.

### Les usages médicinaux
Le myrte est utilisé en décoction ou en application pour soigner les maladies féminines (voir Hippocrate, Des maladies des femmes, livres I et II) telles que aphtes gynécologiques, ulcérations de l’utérus, hémorragies utérines, pertes, etc. 
Pline indique que le myrte est appréciable pour ses vertus astringentes. Le vin de myrte est efficace pour soigner les maux de ventre.

## Le myrte dans la religion juive
Le myrte fait partie des « quatre espèces » de végétaux que les Juifs utilisent pour constituer le Loulav, pendant la fête de Souccot (fête des cabanes dans les environs de septembre, qui fait suite aux solennités du nouvel an juif).
Le Loulav est constitué d’une branche de palmier, d’un cédrat, de branches de myrte et de branches de saule. Les branches sont liées ensemble (myrte et saule autour de la branche de palmier) par des feuilles de palmier et le cédrat est pris dans la main. Le Loulav est secoué chaque jour de la fête vers les 4 points cardinaux, vers le haut et vers le bas.
Chacune de ces espèces a une signification particulière, souvent interprétée comme représentant une catégorie de la population. S’il vient à manquer une espèce, le Loulav est inapte à être utilisé, car en ce sens il représente l’unité du peuple Juif.
Élie Munk écrit que le myrte « parfumé, mais privé de fruits comestibles est le symbole des personnes dotées de savoir (parfum), mais se désintéressant des bonnes actions (fruits) ».
En hébreu הדס hadas ou le nom commun hadassah, mot que l’on retrouve dans le nom juif Hadassah est aussi le nom d’Esther.[Quoi ?] Le myrte est utilisé comme condiment à cause de son amertume, non plus pour les fêtes, mais au contraire pour exprimer la tristesse, la pénitence, le regret.
Une autre caractéristique du myrte est la façon dont poussent ses feuilles : d’un même point peuvent sortir trois feuilles (comme on peut le voir sur la photo ci-dessus : « Myrte commun »). Ces trois feuilles représentent les trois patriarches Abraham (à droite), Isaac (à gauche) et Jacob (le bourgeon au centre) qui proviennent chacun d’une même source, Dieu (le point sur la branche d’où partent les trois feuilles).
La signification de cette parabole est qu’une seule source, Dieu, a donné naissance à trois hommes qui incarnent des notions différentes. Abraham incarne la bonté, Isaac la rigueur et Jacob l’harmonie entre les deux.
Dans le livre de Zacharie, chapitre 1 verset 8, il est question de l'Ange de l’Éternel se tenant parmi les myrtes "qui ont leurs racines dans la profondeur" (Bible de Jérusalem, éditions du Cerf 1973). En effet, d'après les commentateurs de la Bible de Jérusalem[Lesquels ?], cette vision aurait une origine mythologique selon laquelle le myrte serait enracinée dans les profondeurs de l'abîme.

## Calendrier
Dans le calendrier républicain français, le 26e jour du mois de Thermidor est nommé jour du Myrte. Il correspond au 13 août du calendrier grégorien.